# Valea Bradului (okręg Ardżesz)
Valea Bradului – wieś w Rumunii, w okręgu Ardżesz, w gminie Mihăești. W 2011 roku liczyła 280 mieszkańców.